# Lumière (Disney)
Lumière è un personaggio secondario della Disney, apparso nel film d'animazione La bella e la bestia, grande successo di pubblico e critica del 1991. È stato creato dall'animatore Nik Ranieri.
Lumière è doppiato in originale da Jerry Orbach e in italiano da Vittorio Amandola e Leslie La Penna.
Nell'ultima versione (2017), Lumière è interpretato dall'attore scozzese Ewan McGregor e doppiato in italiano dall'attore francese Frédéric Lachkar (sia nei dialoghi che nelle parti cantate).

## Film
Lumière fa la sua prima comparsa nel Classico Disney La bella e la bestia. È il maître della Bestia, trasformato in un candelabro, aiuta il padrone a stringere amicizia con Belle ed è fidanzato con la cameriera Spolverina, trasformata in un piumino da spolvero. Di forte accento francese, è un gentiluomo molto simpatico, estroverso e di buon cuore, sebbene sia un inguaribile dongiovanni; infatti è fortemente attratto dalle ragazze (non perde occasione per abbracciare Spolverina e baciare la mano a Belle). È anche un tipo ribelle: disobbedisce spesso agli ordini della Bestia, nonostante la tema per i suoi modi bruschi ed aggressivi nei confronti degli altri, compresi Maurice e sua figlia Belle.
Il migliore amico di Lumière è il maggiordomo Tockins, trasformato in un orologio a pendolo e, sebbene i due litigano continuamente (a causa delle loro divergenze) si riappacificano in poco tempo.
Trasformato come tutti in un oggetto da una potente fata, aspetta per 10 anni che qualcuno venga nel castello. Durante le sue prime apparizioni, aiuta l'inventore Maurice a riposarsi e stare al caldo, anche se poi il padrone del castello (la Bestia) imprigiona quest'ultimo. Quando successivamente Belle arriva al castello, il candelabro umanoide pensa subito a una possibile rottura del sortilegio e dopo molte vicissitudini, riesce a far stringere amicizia tra la Bestia e la ragazza. La sua gioia però scende quando quest'ultima va a soccorrere il padre malato e per lui sembra che l'incantesimo duri in eterno... Le speranze riappaiono quando vede delle luci verso la sera, ma invece di Belle, una miriade di uomini guidati da Gaston appare sotto gli occhi di tutti. Subito Lumière e i suoi aiutanti cercano di respingere l'invasione, ma alla fine non riescono a soccorrere la Bestia morente dopo la sfida contro Gaston. Fortunatamente e all'ultimo momento, l'incantesimo si spezza e come tutti ritorna in forma umana.

## Lumière nella TV
- Lumière compare occasionalmente nella serie Disney House of Mouse - Il Topoclub doppiato da Leslie La Penna e inoltre, compare nel gioco Kingdom Hearts II e Kingdom Hearts HD 2.5 ReMIX.
- Compare anche nell'episodio 3x15 della serie televisiva C'era una volta.

## Accoglienza
Il personaggio è stato accolto positivamente dalla critica. La rivista inglese Empire ha collocato Lumière al 39º posto della sua lista dei 50 migliori personaggi dei cartoni animati della storia.